# Chrisman (Ohio)
Chrisman önkormányzat nélküli település az USA Ohio államában, Madison megyében, Oak Run Township területén. 